# 1991 PG11
1991 PG11 är en asteroid i huvudbältet som upptäcktes den 9 augusti 1991 av den amerikanske astronomen Henry E. Holt vid Palomarobservatoriet.
Asteroiden har en diameter på ungefär 4 kilometer.